# Orthsches Haus
Das Orthsche Haus (auch Haus Orth) befindet sich in der Alsenzstraße 1 im kleineren Ortsteil Alsenborn der Ortsgemeinde Enkenbach-Alsenborn im Landkreis Kaiserslautern in Rheinland-Pfalz.

## Geschichte
Es handelt sich um ein spätbarockes Herrenhaus mit großem Mansardwalmdach. Das Haus wurde von 1753 bis 1754 für Johann Theobald Krämer (1721–1784) erbaut und 1882 von Karl Wilhelm Orth (1836–1884) als Sommersitz erworben. Es steht heute unter Denkmalschutz.

## Baubeschreibung
Das vier- auf neunachsige zweistöckige verputzte Herrenhaus mit Mansardwalmdach ist mit der Längsseite und dem mit einem klassizistischen Portal versehenen Eingang zur Straße hin ausgerichtet. Beide Etagen sind durch einen umlaufenden Sims geteilt. Die Hausecken sind mit Sandsteinquadern gefasst. Im Mansarddach sind vier bzw. eine Giebelgaube auf jeder Dachseite im abgewalmten Teil sichtbar. Die Fenster sind mit Sandsteingewänden gefasst und weisen im Erdgeschoss noch die angepassten Fensterläden auf. Um und westlich des Hauses befindet sich ein großer mit einer Hofmauer und Säulen eingefasster Garten, der nördlich am Haus eine Durchgangspforte mit der Jahreszahl 1600 besitzt. Ein zugehöriges Wirtschaftsgebäude wird zur geschützten Gesamtanlage gerechnet.